# فيليب مونتاني
فيليب مونتاني (بالفرنسية: Philippe Montanier)‏ (15 نوفمبر 1964 فرنسا - ) هو لاعب كرة قدم فرنسي، يلعب كحارس مرمى.

## وصلات خارجية
فيليب مونتاني على موقع قاعدة بيانات كرة القدم.إي يو (الإنجليزية)
- فيليب مونتاني على موقع ليكيب (الفرنسية)
- فيليب مونتاني على موقع Soccerbase.com (مدرب) (الإنجليزية)
- فيليب مونتاني على موقع عالم كرة القدم.نت (الإنجليزية)